# Campionat del Món d'atletisme de 2019
El Campionat del Món d'atletisme de 2019 (en àrab: بطولة العالم لألعاب القوى) fou la dissetena edició del Campionat Mundial d'Atletisme, una competició de caràcter biennal organitzada per l'Associació Internacional de Federacions d'Atletisme (IAAF), des de llavors rebatejada World Athletics. Es va disputar entre el 27 de setembre i el 6 d'octubre de 2019 a Doha, Qatar, al renovat estadi Estadi Internacional Khalifa, reduït a 21.000 seients disponibles. 1.772 atletes de 206 equips van competir en 49 proves d'atletisme durant els deu dies de competició, que constava de 24 proves masculines i femenines i un relleu mixt. Les curses de marxa i marató es van celebrar a Doha Corniche.
Era la primera vegada que la competició es feia a l'Orient Mitjà i també la primera vegada que finalitzava a l'octubre. A causa del clima càlid, no hi va haver sessions matinals i els actes es van celebrar durant la tarda. Les proves de llarga distància estaven programats per començar cap a la mitjanit, hora local. Per primera vegada es va permetre que els patrocinadors dels equips nacionals apareguessin a l'equipament amb el qual competien els atletes.
Alguns atletes que competien a Doha van criticar la manca d'espectadors, la calor i el calendari dels esdeveniments, i també van qüestionar per què Doha va rebre els campionats; malgrat això, el president del món d'atletisme, Sebastian Coe, va qualificar els Campionats del 2019 com els millors de la història, pel que fa a la qualitat de les actuacions produïdes pels atletes.
Es van establir tres rècords mundials i es van batre sis rècords de campionats. Un total de 43 nacions van aconseguir medalles, i 68 nacions van tenir un atleta entre els vuit primers classificats. Segons les taules de puntuació de la IAAF, els millors atletes masculins i femenins foren el medallista d'or de llançament de pes masculí, Joe Kovacs, i la medallista d'or de salt de llargada femení, Malaika Mihambo.

## Resultats

### Categoria masculina
| Prova | Or | Or            | Plata                                                                                | Plata       | Bronze                                                                                      | Bronze          |
| 100 metres detalls | Christian Coleman (USA) | 9.76 WL       | Justin Gatlin (USA)                                                                  | 9.89        | Andre De Grasse (CAN)                                                                       | 9.90 PB         |
| 200 metres detalls | Noah Lyles (USA) | 19.83         | Andre De Grasse (CAN)                                                                | 19.95       | Álex Quiñónez (ECU)                                                                         | 19.98           |
| 400 metres detalls | Steven Gardiner (BAH) | 43.48 NR      | Anthony Zambrano (COL)                                                               | 44.15 AR    | Fred Kerley (USA)                                                                           | 44.17           |
| 800 metres detalls | Donavan Brazier (USA) | 1:42.34 CR    | Amel Tuka (BIH)                                                                      | 1:43.47 SB  | Ferguson Rotich (KEN)                                                                       | 1:43.82         |
| 1.500 metres detalls | Timothy Cheruiyot (KEN) | 3:29.26       | Taoufik Makhloufi (ALG)                                                              | 3:31.38 SB  | Marcin Lewandowski (POL)                                                                    | 3:31.46 NR      |
| 5.000 metres detalls | Muktar Edris (ETH) | 12:58.85 SB   | Selemon Barega (ETH)                                                                 | 12:59.70    | Mohamed Ahmed (CAN)                                                                         | 13:01.11        |
| 10.000 metres detalls | Joshua Cheptegei (UGA) | 26:48.36 WL   | Yomif Kejelcha (ETH)                                                                 | 26:49.34 PB | Rhonex Kipruto (KEN)                                                                        | 26:50.32        |
| Marató detalls | Lelisa Desisa (ETH) | 2:10:40 SB    | Mosinet Geremew (ETH)                                                                | 2:10:44     | Amos Kipruto (KEN)                                                                          | 2:10:51         |
| 110 metres tanques detalls | Grant Holloway (USA) | 13.10         | Sergey Shubenkov (ANA)                                                               | 13.15       | Pascal Martinot-Lagarde (FRA) Orlando Ortega (ESP)                                          | 13.1813.30      |
| 110 metres tanques detalls | Karsten Warholm (NOR) | 47.42         | Rai Benjamin (USA)                                                                   | 47.66       | Abderrahman Samba (QAT)                                                                     | 48.03           |
| 3.000 metres obstacles detalls | Conseslus Kipruto (KEN) | 8:01.35 WL    | Lamecha Girma (ETH)                                                                  | 8:01.36 NR  | Soufiane El Bakkali (MAR)                                                                   | 8:03.76 SB      |
| 20 km marxa detalls | Toshikazu Yamanishi (JPN) | 1:26.34       | Vasiliy Mizinov (ANA)                                                                | 1:26.49     | Perseus Karlström (SWE)                                                                     | 1:27.00         |
| 20 km marxa detalls | Yusuke Suzuki (JPN) | 4:04.20       | João Vieira (POR)                                                                    | 4:04.59     | Evan Dunfee (CAN)                                                                           | 4:05.02         |
| 4x100 metres relleus detalls | Estats UnitsChristian Coleman · Justin Gatlin · Mike Rodgers · Noah Lyles · Cravon Gillespie*                                   | 37.10 WL      | Regne UnitAdam Gemili · Zharnel Hughes · Richard Kilty · Nethaneel Mitchell-Blake    | 37.36 AR    | JapóShuhei Tada · Kirara Shiraishi · Yoshihide Kiryū · Abdul Hakim Sani Brown · Yuki Koike* | 37.43 AR        |
| 4x100 metres relleus detalls | Estats UnitsFred Kerley · Michael Cherry · Wilbert London · Rai Benjamin · Tyrell Richard* · Vernon Norwood* · Nathan Strother* | 2:56.69 WL    | JamaicaAkeem Bloomfield · Nathon Allen · Terry Thomas · Demish Gaye · Javon Francis* | 2:57.90 SB  | BèlgicaJonathan Sacoor · Robin Vanderbemden · Dylan Borlée · Kevin Borlée · Julien Watrin*  | 2:58.78 SB      |
| Salt d'alçada detalls | Mutaz Essa Barshim (QAT) | 2.37 m WL     | Mikhail Akimenko (ANA)                                                               | 2.35 m PB   | Ilya Ivanyuk (ANA)                                                                          | 2.35 m PB       |
| Salt de perxa detalls | Sam Kendricks (USA) | 5.97 m        | Armand Duplantis (SWE)                                                               | 5.97 m      | Piotr Lisek (POL)                                                                           | 5.87 m          |
| Salt de llargada detalls | Tajay Gayle (JAM) | 8.69 m WL, NR | Jeff Henderson (USA)                                                                 | 8.39 m SB   | Juan Miguel Echevarría (CUB)                                                                | 8.34 m          |
| Triple salt detalls | Christian Taylor (USA) | 17.92 m SB    | Will Claye (USA)                                                                     | 17.74 m     | Hugues Fabrice Zango (BUR)                                                                  | 17.66 m AR      |
| Llançament de pes detalls | Joe Kovacs (USA) | 22.91 m CR    | Ryan Crouser (USA)                                                                   | 22.90 m PB  | Tom Walsh (NZL)                                                                             | 22.90 m AR      |
| Llançament de disc detalls | Daniel Ståhl (SWE) | 67.59 m       | Fedrick Dacres (JAM)                                                                 | 66.94 m     | Lukas Weißhaidinger (AUT)                                                                   | 66.82 m         |
| Llançament de javelina detalls | Anderson Peters (GRN) | 86.89 m       | Magnus Kirt (EST)                                                                    | 86.21 m     | Johannes Vetter (GER)                                                                       | 85.37 m         |
| Llançament de martell detalls | Paweł Fajdek (POL) | 80.50 m       | Quentin Bigot (FRA)                                                                  | 78.19 m SB  | Bence Halász (HUN) Wojciech Nowicki (POL)                                                   | 78.18 m 77.69 m |
| Decatló detalls | Niklas Kaul (GER) | 8.691 PB      | Maicel Uibo (EST)                                                                    | 8.604 PB    | Damian Warner (CAN)                                                                         | 8.529           |
| AR Rècord del continent \| CR Rècord del campionat \| NR Rècord nacional \| OR Rècord olímpic \| PB/PR Millor marca personal/Rècord personal SB Millor marca personal de la temporada \| WL Millor marca mundial de l'any \| WR Rècord del món | |               |                                                                                      |             |                                                                                             |                 |

* Indica els atletes que sols van competir en les rondes preliminars i van rebre medalla.

### Categoria femenina
| Prova | Or | Or             | Plata | Plata        | Bronze | Bronze      |
| 100 metres detalls | Shelly-Ann Fraser-Pryce (JAM) | 10.71 WL       | Dina Asher-Smith (GBR) | 10.83 NR     | Marie-Josée Ta Lou (CIV)                                                                                  | 10.90       |
| 200 metres detalls | Dina Asher-Smith (GBR) | 21.88 NR       | Brittany Brown (USA) | 22.22 PB     | Mujinga Kambundji (SUI)                                                                                   | 22.51       |
| 400 metres detalls | Salwa Eid Naser (BHR) | 48.14 AR, WL   | Shaunae Miller-Uibo (BAH)                                                                                                   | 48.37 AR     | Shericka Jackson (JAM)                                                                                    | 49.47 PB    |
| 800 metres detalls | Halimah Nakaayi (UGA) | 1:58.04 NR     | Raevyn Rogers (USA) | 1:58.18 SB   | Ajeé Wilson (USA)                                                                                         | 1:58.84     |
| 1.500 metres detalls | Sifan Hassan (NED) | 3:51.95 CR, AR | Faith Kipyegon (KEN) | 3:54.22 NR   | Gudaf Tsegay (ETH)                                                                                        | 3:54.38 PB  |
| 5.000 metres detalls | Hellen Obiri (KEN) | 14:26.72 CR    | Margaret Chelimo Kipkemboi (KEN)                                                                                            | 14:27.49 PB  | Konstanze Klosterhalfen (GER)                                                                             | 14:28.43    |
| 10.000 metres detalls | Sifan Hassan (NED) | 30:17.62 WL    | Letesenbet Gidey (ETH) | 30:21.23 PB  | Agnes Jebet Tirop (KEN)                                                                                   | 30:25.20 PB |
| Marató detalls | Ruth Chepngetich (KEN) | 2:32:43        | Rose Chelimo (BHR) | 2:33:46      | Helalia Johannes (NAM)                                                                                    | 2:34:15     |
| 100 metres tanques detalls | Nia Ali (USA) | 12.34 PB       | Kendra Harrison (USA) | 12.46        | Danielle Williams (JAM)                                                                                   | 12.47       |
| 400 metres tanques detalls | Dalilah Muhammad (USA) | 52.16 WR       | Sydney McLaughlin (USA) | 52.23 PB     | Rushell Clayton (JAM)                                                                                     | 53.74 PB    |
| 3.000 metres obstacles detalls | Beatrice Chepkoech (KEN) | 8:57.84 CR     | Emma Coburn (USA) | 9:02.35 PB   | Gesa Felicitas Krause (GER)                                                                               | 9:03.30 NR  |
| 20 km marxa detalls | Liu Hong (CHN) | 1:32.53        | Qieyang Shenjie (CHN) | 1:33.10      | Yang Liujing (CHN)                                                                                        | 1:33.17     |
| 50 km marxa detalls | Liang Rui (CHN) | 4:23.26        | Li Maocuo (CHN) | 4:26.40      | Eleonora Giorgi (ITA)                                                                                     | 4:29.13     |
| 4x100 metres relleus detalls | JamaicaNatalliah Whyte · Shelly-Ann Fraser-Pryce · Jonielle Smith · Shericka Jackson · Natasha Morrison*                                                    | 41.44 WL       | Regne UnitAsha Philip · Dina Asher-Smith · Ashleigh Nelson · Daryll Neita · Imani-Lara Lansiquot*                           | 41.85 SB     | Estats UnitsDezerea Bryant · Teahna Daniels · Morolake Akinosun · Kiara Parker                            | 42.10 SB    |
| 4x400 metres relleus detalls | Estats UnitsPhyllis Francis · Sydney McLaughlin · Dalilah Muhammad · Wadeline Jonathas · Jessica Beard* · Allyson Felix* · Kendall Ellis* · Courtney Okolo* | 3:18.92 WL     | PolòniaIga Baumgart-Witan · Patrycja Wyciszkiewicz · Małgorzata Hołub-Kowalik · Justyna Święty-Ersetic · Anna Kiełbasińska* | 3:21.89 NR   | JamaicaAnastasia Le-Roy · Tiffany James · Stephenie Ann McPherson · Shericka Jackson · Roneisha McGregor* | 3:22.37 SB  |
| Salt d'alçada detalls | Mariya Lasitskene (ANA) | 2.04 m         | Yaroslava Mahuchikh (UKR)                                                                                                   | 2.04 m WU20R | Vashti Cunningham (USA)                                                                                   | 2.00 m PB   |
| Salt de perxa detalls | Anzhelika Sidorova (ANA) | 4.95 m WL, PB  | Sandi Morris (USA) | 4.90 m       | Katerina Stefanidi (GRE)                                                                                  | 4.85 m      |
| Salt de llargada detalls | Malaika Mihambo (GER) | 7.30 m WL, PB  | Maryna Bekh-Romanchuk (UKR)                                                                                                 | 6.92 m SB    | Ese Brume (NGR)                                                                                           | 6.91 m      |
| Triple salt detalls | Yulimar Rojas (VEN) | 15.37 m        | Shanieka Ricketts (JAM) | 14.92 m      | Caterine Ibargüen (COL)                                                                                   | 14.73 m     |
| Llançament de pes detalls | Gong Lijiao (CHN) | 19.55 m        | Danniel Thomas-Dodd (JAM)                                                                                                   | 19.47 m      | Christina Schwanitz (GER)                                                                                 | 19.17 m     |
| Llançament de disc detalls | Yaime Pérez (CUB) | 69.17 m        | Denia Caballero (CUB) | 68.44 m      | Sandra Perković (CRO)                                                                                     | 66.72 m     |
| Llançament de javelina detalls | DeAnna Price (USA) | 77.54 m        | Joanna Fiodorow (POL) | 76.35 m PB   | Wang Zheng (CHN)                                                                                          | 74.76 m     |
| Llançament de martell detalls | Kelsey-Lee Barber (AUS) | 66.56 m        | Liu Shiying (CHN) | 65.88 m SB   | Lü Huihui (CHN)                                                                                           | 65.49 m     |
| Heptatló detalls | Katarina Johnson-Thompson (GBR) | 6.981 WL, NR   | Nafissatou Thiam (BEL) | 6.677        | Verena Preiner (AUT)                                                                                      | 6.560       |
| AR Rècord del continent \| CR Rècord del campionat \| NR Rècord nacional \| OR Rècord olímpic \| PB/PR Millor marca personal/Rècord personal SB Millor marca personal de la temporada \| WL Millor marca mundial de l'any \| WR Rècord del món | |                | |              | |             |

* Indica els atletes que sols van competir en les rondes preliminars i van rebre medalla.

### Competició mixta
| Prova | Or | Or         | Plata                                                                                      | Plata      | Bronze                                                                   | Bronze     |
| 4x400 metres relleus detalls | Estats UnitsWilbert London · Allyson Felix · Courtney Okolo · Michael Cherry · Tyrell Richard* · Jessica Beard* · Jasmine Blocker* · Obi Igbokwe* | 3:09.34 WR | JamaicaNathon Allen · Roneisha McGregor · Tiffany James · Javon Francis · Janieve Russell* | 3:11.78 NR | BahrainMusa Isah · Aminat Jamal · Salwa Eid Naser · Abbas Abubakar Abbas | 3:11.82 AR |
| AR Rècord del continent \| CR Rècord del campionat \| NR Rècord nacional \| OR Rècord olímpic \| PB/PR Millor marca personal/Rècord personal SB Millor marca personal de la temporada \| WL Millor marca mundial de l'any \| WR Rècord del món | |            |                                                                                            |            |                                                                          |            |

* Indica els atletes que sols van competir en les rondes preliminars i van rebre medalla.

## Medaller
| Pos. | País                        | Or | Plata | Bronze | Total |
| 1    | Estats Units                | 14 | 11    | 4      | 29    |
| 2    | Kenya                       | 5  | 2     | 4      | 11    |
| 3    | Jamaica                     | 3  | 5     | 4      | 12    |
| 4    | R.P. de la Xina             | 3  | 3     | 3      | 9     |
| 5    | Etiòpia                     | 2  | 5     | 1      | 8     |
| –    | Atletes neutres autoritzats | 2  | 3     | 1      | 6     |
| 6    | Regne Unit                  | 2  | 3     | 0      | 5     |
| 7    | Alemanya                    | 2  | 0     | 4      | 6     |
| 8    | Japó                        | 2  | 0     | 1      | 3     |
| 9    | Països Baixos               | 2  | 0     | 0      | 2     |
| 9    | Uganda                      | 2  | 0     | 0      | 2     |
| 11   | Polònia                     | 1  | 2     | 3      | 6     |
| 12   | Bahrain                     | 1  | 1     | 1      | 3     |
| 12   | Cuba                        | 1  | 1     | 1      | 3     |
| 12   | Suècia                      | 1  | 1     | 1      | 3     |
| 15   | Bahames                     | 1  | 1     | 0      | 2     |
| 16   | Qatar                       | 1  | 0     | 1      | 2     |
| 17   | Austràlia                   | 1  | 0     | 0      | 1     |
| 17   | Grenada                     | 1  | 0     | 0      | 1     |
| 17   | Noruega                     | 1  | 0     | 0      | 1     |
| 17   | Veneçuela                   | 1  | 0     | 0      | 1     |
| 21   | Estònia                     | 0  | 2     | 0      | 2     |
| 21   | Ucraïna                     | 0  | 2     | 0      | 2     |
| 23   | Canadà                      | 0  | 1     | 4      | 5     |
| 24   | Bèlgica                     | 0  | 1     | 1      | 2     |
| 24   | Colòmbia                    | 0  | 1     | 1      | 2     |
| 24   | França                      | 0  | 1     | 1      | 2     |
| 27   | Algèria                     | 0  | 1     | 0      | 1     |
| 27   | Bòsnia i Hercegovina        | 0  | 1     | 0      | 1     |
| 27   | Portugal                    | 0  | 1     | 0      | 1     |
| 30   | Àustria                     | 0  | 0     | 2      | 2     |
| 31   | Burkina Faso                | 0  | 0     | 1      | 1     |
| 31   | Costa d'Ivori               | 0  | 0     | 1      | 1     |
| 31   | Croàcia                     | 0  | 0     | 1      | 1     |
| 31   | Equador                     | 0  | 0     | 1      | 1     |
| 31   | Espanya                     | 0  | 0     | 1      | 1     |
| 31   | Grècia                      | 0  | 0     | 1      | 1     |
| 31   | Hongria                     | 0  | 0     | 1      | 1     |
| 31   | Itàlia                      | 0  | 0     | 1      | 1     |
| 31   | Marroc                      | 0  | 0     | 1      | 1     |
| 31   | Namíbia                     | 0  | 0     | 1      | 1     |
| 31   | Nigèria                     | 0  | 0     | 1      | 1     |
| 31   | Nova Zelanda                | 0  | 0     | 1      | 1     |
| 31   | Suïssa                      | 0  | 0     | 1      | 1     |